# Střítež (Jihlava)
Střítež é uma comuna checa localizada na região de Vysočina, distrito de Jihlava.